# Rod Milstead
Roderick Leon Milstead (nascido em 10 de novembro de 1969, em Washington DC) é um ex-jogador profissional de futebol americano estadunidense que foi campeão da temporada de 1994 da National Football League jogando pelo San Francisco 49ers.